# Untergrundbewegung
Eine Untergrundbewegung ist eine oppositionelle, konspirative, politische Bewegung, die in der Illegalität auf eine Schwächung bestehender politischer Verhältnisse wie eine herrschende gesellschaftlich-politische Ordnung, eine legale staatliche Herrschaft, eine Diktatur oder eine Besatzungsmacht hinarbeitet. Sie entsteht unter anderem, wenn keine politische Opposition zugelassen, wenn Minderheitenrechte eingeschränkt oder unterdrückt werden oder wenn politische Gruppierungen anstatt eines möglichen legalen Wirkens bewusst auf konspirative Tätigkeiten setzen. Je nach Organisationsgrad und Umfang wird von der Untergrundtätigkeit einzelner Personen, einer Untergrundbewegung oder auch einer Untergrundorganisation gesprochen. Untergrundorganisationen verfügen über Organisations- und oft auch Führungsstrukturen. Oft sind sie in voneinander unabhängigen Zellen organisiert, das heißt zahlenmäßig kleinen, lokal oder regional organisierten Gruppen, die wenig bis nichts voneinander wissen. Dies soll verhindern, dass bei Gefangennahme eines einzelnen Mitglieds größere Teile oder die ganze Organisation in Gefahr geraten.

## Abgrenzungen und politische Bewertung
Die politische Bewertung einer Untergrundbewegung ist häufig vom jeweiligen politischen System abhängig. Vor allem in totalitären oder autoritären, diktatorischen Systemen ist eine politische Opposition weder rechtlich noch politisch legitimiert und verboten. Offene oder öffentliche Oppositionsbestrebungen, aber auch zum Teil innerparteiliche Oppositionsgruppen werden ideologisch als illegitim bekämpft und politisch oder strafrechtlich unterdrückt. Deshalb organisiert sich die Opposition häufig über außerinstitutionelle Kanäle wie eine Untergrundbewegung oder eine Exilopposition.
Während des Zweiten Weltkrieges galt die Arbeit im Untergrund als eine Form des Widerstandskampfes gegen die Diktatur des Nationalsozialismus. Antifaschistische Bewegungen wie z. B. die Résistance in Frankreich, die italienische Resistenza oder die Rote Kapelle in Deutschland sowie antikoloniale Befreiungsbewegungen gelten auch als Widerstandsbewegungen. Ebenso wurde die Arbeit von KPD und SPD nach ihrem Verbot im Dritten Reich (siehe Widerstandsgruppen in Deutschland) und in den besetzten Gebieten im Untergrund fortgesetzt.
Sowohl in totalitären wie auch in demokratischen Staaten werden im Untergrund operierende Gruppen häufig mit Terrorismus in Verbindung gebracht. Insbesondere nationalistische und extremistische Untergrundbewegungen bedienen sich terroristischer Mittel. Radikale, extremistische, militante und/oder nichtstaatliche paramilitärische Untergrundorganisationen – beispielsweise ETA, IRA, RAF und Al-Qaida – gelten oft als terroristische Vereinigungen, vor allem, wenn sie ihre Ziele mittels Straftaten zu erreichen versuchen.
Insbesondere in autoritär und totalitär regierten Staaten wie Diktaturen und Militärdiktaturen werden Untergrundbewegungen bzw. jede dort illegale Form des politischen Widerstands teilweise als Terroristen bezeichnet – obwohl die betreffende Organisation nur legitimen bzw. gerechtfertigten und oft gewaltfreien Widerstand gegen ein Unrechtsregime leistet.